# José Salís Camino
José Salís Camino (Santoña, 1 de diciembre de 1863-Irún, 30 de diciembre de 1927) fue un pintor paisajista y grabador español, uno de los primeros miembros de la denominada Escuela del Bidasoa.

## Biografía
Nacido en Santoña, hijo de padre francés y madre vasca, al quedar de niño huérfano marchó a vivir con su familia en Irún. Pudo formarse en Madrid, en la Escuela de la Real Academia de Bellas Artes de San Fernando, con Carlos de Haes. En 1885 viajó a Bruselas donde se estableció un tiempo y completó su formación con Antoine Van Hammée. Pasó por Roma y París, estuvo en el Reino Unido y visitó el norte de África antes de regresar a España.
Próximo al luminismo de Joaquín Sorolla y la obra de Joaquim Mir, estuvo en sus primeras etapas bajo la influencia de Carlos de Haes y, después del corotianismo. Predomina en su pintura el paisaje y, dentro de él, las marinas. En su obra deja ver la influencia con que le marcó el impresionismo durante su estancia en Bélgica y Francia.
Establecido en Irún, allí abrió su taller de pintura y grabado, y participó en todas las exposiciones nacionales de España que tuvieron lugar entre 1895 y el año anterior a su fallecimiento. También acudió a exposiciones colectivas o individuales en París. Ha sido considerado «una de las principales referencias para los artistas de su tiempo y las nuevas generaciones hasta su muerte».